# Championnat du Laos de football 2017
Navigation
Saison précédente Saison suivante
La saison 2017 du Championnat du Laos de football est la vingt-septième édition du championnat de première division au Laos. Cette édition regroupe huit clubs au sein d'une poule unique, où ils s'affrontent à deux reprises. Le système de promotion-relégation n'est pas connu.
C'est le Lao Toyota FC qui remporte la compétition cette saison après avoir terminé en tête du classement final, avec huit points d'avance sur le Lao Police Football Club et neuf sur le National University of Laos FC. C'est le second titre de champion du Laos de l'histoire du club. Le club se qualifie à la fois pour le Championnat du Mékong des clubs 2017 et la Coupe de l'AFC 2018. 
Avant le démarrage de la saison, six clubs, dont le tenant du titre, Lanexang United, déclarent forfait après une affaire de match truqué.

## Les clubs participants
- Lao Toyota FC
- Lao Police Football Club
- National University of Laos FC
- DK FC - Promu de First Division
- TIP Savan FC - Promu de First Division
- Vientiane United - Promu de First Division
- IDSEA Champasak United
- Savan United FC

## Compétition

### Classement
Le classement est établi sur le barème de points classique (victoire à 3 points, match nul à 1, défaite à 0). Pour départager les égalités, on tient d'abord compte des confrontations directes, de la différence de buts générale, puis du nombre de buts marqués.
| Rang | Équipe                         | Pts | J  | G  | N | P  | Bp | Bc | Diff |
| ---- | ------------------------------ | --- | -- | -- | - | -- | -- | -- | ---- |
| 1    | Lao Toyota FC                  | 37  | 14 | 12 | 1 | 1  | 48 | 12 | +36  |
| 2    | Lao Police Football Club       | 29  | 14 | 9  | 2 | 3  | 33 | 16 | +17  |
| 3    | National University of Laos FC | 28  | 14 | 9  | 1 | 4  | 20 | 15 | +5   |
| 4    | DK FCP                         | 20  | 14 | 6  | 2 | 6  | 19 | 27 | -8   |
| 5    | TIP Savan FCP                  | 17  | 14 | 5  | 2 | 7  | 23 | 27 | -4   |
| 6    | Savan United FC                | 14  | 14 | 4  | 2 | 8  | 19 | 26 | -7   |
| 7    | Vientiane UnitedP              | 10  | 14 | 3  | 1 | 10 | 21 | 39 | -18  |
| 8    | IDSEA Champasak United         | 6   | 14 | 1  | 3 | 10 | 17 | 38 | -21  |

|  | Qualification pour le Championnat du Mékong des clubs 2017 et la Coupe de l'AFC 2018 |
|  | C : Vainqueur de la Coupe du Laos P : Club promu de First Division                   |

## Bilan de la saison
| Championnat du Laos de football 2017 |                          |
| Champion                             | Lao Toyota FC (2e titre) |
| Qualifications continentales         |                          |
| Championnat du Mékong des clubs 2017 | Lao Toyota FC            |
| Coupe de l'AFC 2018                  | Lao Toyota FC            |
| Promotions et relégations            |                          |
| Promus en Premier League             | Aucun                    |
| Relégués en First Division           | Aucun                    |